# Wakan Tanka
Entre o povo dacota, Wakan Tanka (Ortografia dacota padrão: Wakȟáŋ Tȟáŋka) é termo designado ao sagrado ou ao divino. Normalmente é traduzido como "O Grande Espírito". No entanto, de acordo com Russell Means, seu significado é mais próximo de "O Grande Mistério", uma vez que o povo dacota não é monoteísta. Antes de serem convertidos ao cristianismo, os Sioux usavam Wakȟáŋ Tȟáŋka para se referir a uma hipóstase cujos caminhos eram misteriosos; portanto, "O Grande Mistério".

## Interpretações
Wakan Tanka é interpretado como o poder da sacradade que resido em todas as coisas, assemelhando-se a crenças animistas e panteístas. Esse termo representa cada craitura e objeto como wakȟáŋ ("sagrado") ou possuindo aspectos que são wakȟáŋ. O elemento Tanka ou Tȟáŋka a "Grande" ou "largo".